# Abraxas croceolineata
Abraxas croceolineata är en fjärilsart som beskrevs av Barend J. Lempke 1970. Abraxas croceolineata ingår i släktet Abraxas och familjen mätare. Inga underarter finns listade i Catalogue of Life.